# Francis Gotch

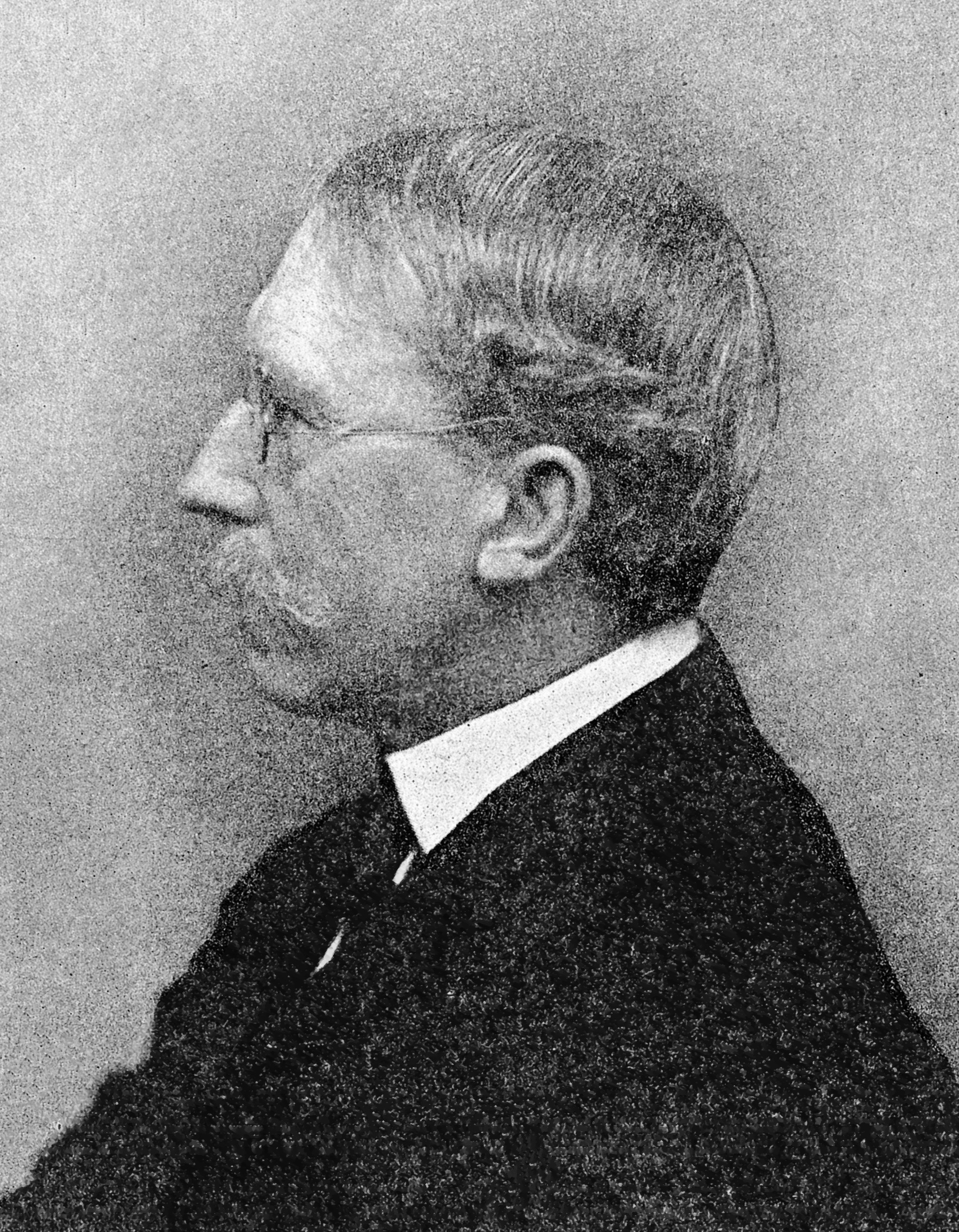
Francis Gotch

Francis Gotch (* 1853 in Liverpool; † 1913) war ein britischer Neurophysiologe. 
Er wurde als einziges Kind eines Pfarrers in Liverpool geboren und besuchte die Amersham Hall School und anschließend das University College London, wo er 1873 seinen Bachelor of Arts und nach einem Wechsel an die naturwissenschaftliche Fakultät zwei Jahre später den Bachelor of Science erhielt. Nach einem erneuten Wechsel an die medizinische Fakultät erhielt er 1881 die Membership of the Royal College of Surgeons (MRCS). 
Als Assistent von John Scott Burdon-Sanderson arbeitete er an physiologischen Fragestellungen, besonders im Bereich der Muskulatur und des Nervensystems. Unter anderem untersuchte er die elektrischen Organe des Marmor-Zitterrochens (Torpedo marmorata). 
1887 heiratet er die Schwester von Victor Horsley, mit der er einen Sohn und drei Töchter bekam. 
1891 wurde er Professor für Physiologie an der University of Liverpool. 1892 wurde er zum Fellow of the Royal Society gewählt. 1895 übernahm er von Burdon-Sanderson dessen Professur für Physiologie an der Oxford University, wo er weiter an der Physiologie erregbarer Organe forschte, insbesondere an Nerven, Muskeln und der Netzhaut. Hier erhielt er 1896 den Magister und 1901 den Doktortitel. 
Ehrendoktortitel erhielt er 1907 von der University of Liverpool und 1911 von der University of St Andrews.

## Werke
- Alfred J Ewart und Francis Gotch: On the physics and physiology of protoplasmic streaming in plants. Clarendon Press, Oxford 1903.
- The submaximal electrical response of nerve to a single stimulus. London 1902.
- The time relations of the photo-electric changes in the eyeball of the frog. London 1903.

## Belege
- Nachruf in The British Medical journal, PMC 2345461 (freier Volltext)

| Personendaten    | Personendaten              |
| ---------------- | -------------------------- |
| NAME             | Gotch, Francis             |
| KURZBESCHREIBUNG | britischer Neurophysiologe |
| GEBURTSDATUM     | 1853                       |
| GEBURTSORT       | Liverpool                  |
| STERBEDATUM      | 1913                       |
| STERBEORT        | Oxford                     |